# جائزة إسبانيا الكبرى للدراجات النارية 1952
جائزة إسبانيا الكبرى للدراجات النارية 1952 هو سباق دراجات نارية أقيم بتاريخ 5 أكتوبر 1952. كان الجولة الثامنة من أصل 8 في سباق الجائزة الكبرى للدراجات النارية موسم 1952. فاز البريطاني ليسلي غراهام بفئة 500 سي سي بينما جاء الإيطالي أمبرتو ماسيتي في المركز الثاني وحصل على المركز الثالث الأسترالي كين كافانا.

## وصلات خارجية
- الموقع الرسمي